# John Williams (violonista)

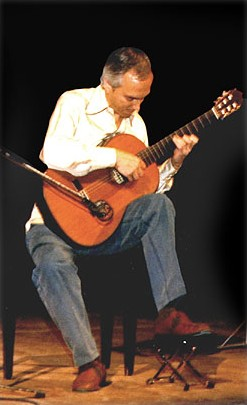
John Williams (1986)

John Christopher Williams é um violonista australiano nascido em 1941. Fixou-se no Reino Unido desde 1952. Ele e o guitarrista Julian Bream contribuíram para reintroduzir a guitarra clássica como instrumento de solo e conjunto.